# Indigofera karnatakana
Indigofera karnatakana är en ärtväxtart som beskrevs av Munivenkatappa Sanjappa. Indigofera karnatakana ingår i släktet indigosläktet, och familjen ärtväxter. Inga underarter finns listade i Catalogue of Life.